# جامع المجيدية (كركوك)
جامع المجيدية (التكية الطالبانية) من مساجد العراق الأثرية القديمة ويقع في مدينة كركوك، وبني في عام 1158 هـ/1745م، وبناهُ الشيخ الملا محمود زنكنة في منطقة إمام قاسم الأولى. وتعلو الجامع منارة مئذنة مرتفعة وثلاث قبب مزينة بالكاشي الملون.
وسمي بالمجيدية نسبة إلى السلطان العثماني عبد المجيد الأول والد السلطان عبد الحميد الثاني، ويحوي الجامع مجموعة من المراقد والقبور تعود إلى:
- الشيخ محمود الزنكني، 1230 هـ.
- الشيخ أحمد الطالباني، 1257 هـ.
- عبد الرحمن الخالصي القادري، 1277 هـ.

وتبلغ مساحة الجامع 5000م2، ويحوي الجامع مدرسة ومركزا لتعليم القرآن وتحفيظه، ومن أهم المدرسين في المدرسة سابقاً الشيخ عبد الكريم المدرس، ومن أبرز من تولى منصب الإمامة والخطابة في الجامع الشيخ الملا محمود زنكنة، والشيخ أحمد طالباني، والشيخ محمد جميل، ويشغل منصب الإمامة حالياً الشيخ (طالباني). وتقام في الجامع صلاة الجمعة وصلاة العيدين والصلوات الخمس.